# 데니스 해스킨스
데니스 해스킨스(Dennis Haskins, 영어 발음: /ˈhæskinz/, 1950년 11월 18일~)는 미국의 배우이다.
채터누가에서 태어났다.

## 출연 작품
- 앱스투르스 (2019년)
- 아임 다잉 업 히어 (2017년)
- 밀리언 웨이즈 (2014년) - 몽고메리 역
- 채프먼 (2013년)
- 내셔널 람푼: 못말리는 전설의 막시무스 (2011년) - 제이 신부 역
- 멘 오브 어 서튼 에이지 (2009년)
- 프라운드 아메리칸 (2008년)
- 고잉 다운 (2003년)
- 레드 워터 (2003년)
- 맥스 키블의 대반란 (2001년)
- 라스베가스 결혼 대소동 (1992년)

### 텔레비전
- 베이사이드 얄개들 (1989년)
- 해저드 마을의 듀크 가족 (1979년)